# Audun Lindholm

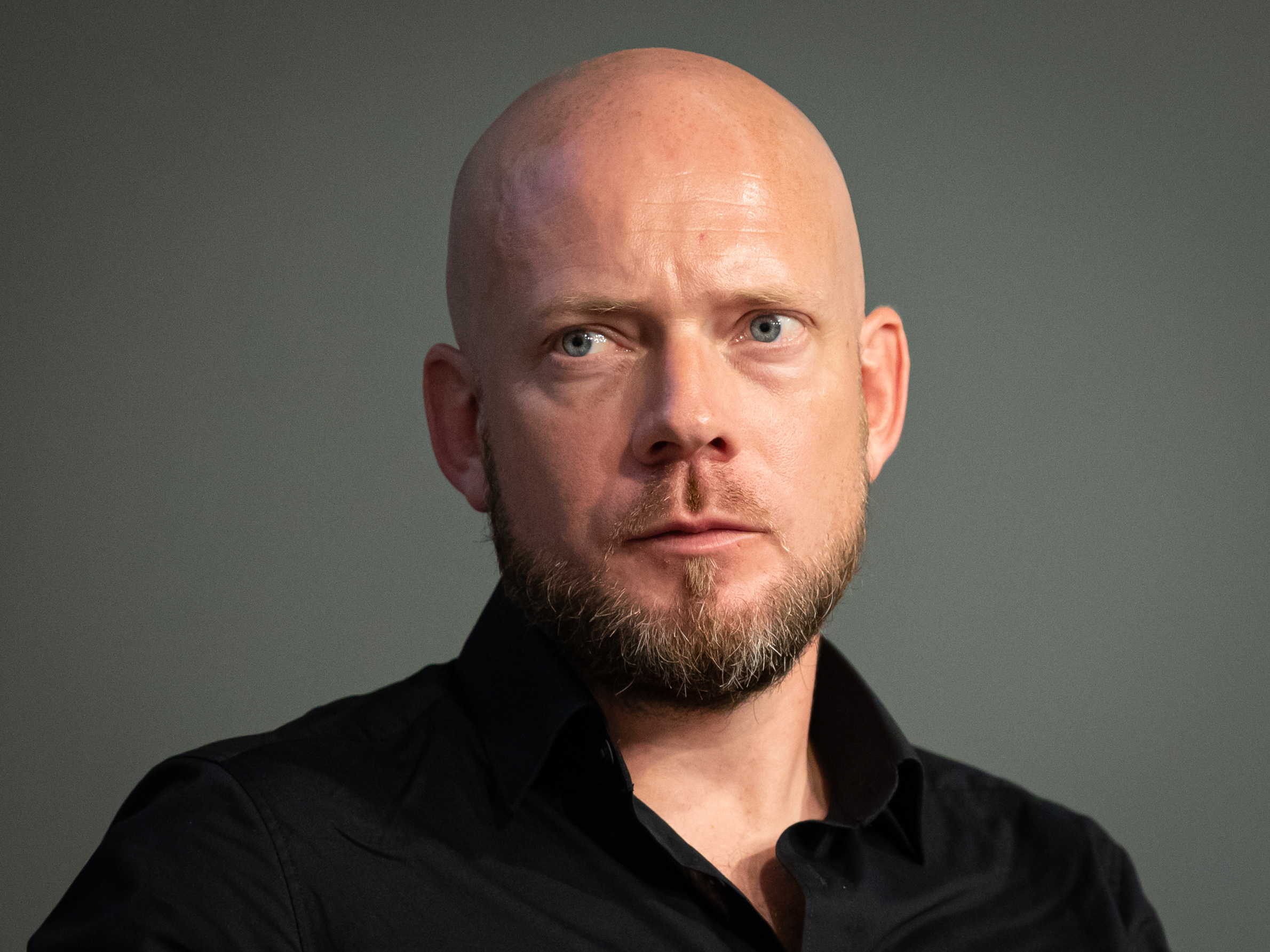
Audun Lindholm 2019

Audun Lindholm, född 8 oktober 1980, är en norsk redaktör, förläggare och litteraturkritiker. Han driver sedan 1999 förlaget Gasspedal och är sedan 2007 chefredaktör för litteraturtidskriften Vagant. Hans bakgrund är inom 1990-talets norska fanzinmiljö.
År 2003 tog han tillsammans med Martin M. Sørhaug initiativet till Audiatur – festival for ny poesi. I samband med detta har han även redigerat tre antologier med internationell samtidspoesi, Audiatur – katalog for ny poesi, utgivna 2005, 2007 och 2009. Han lämnade festivalens styrelse 2011 men är fortfarande knuten till festivalens bokhandel.
År 2007 blev han ansvarig redaktör för Vagant, efter att ha ingått i tidskriftens redaktion sedan 2005. Under Lindholms ledning fick Vagant år 2013 priset Årets tidsskrift från Norsk Tidsskriftforening. I januari 2017 övertog Lindholm ägarskapet över tidskriften, sedan förlaget Cappelen Damm, som dittills stått för Vagants finansiering, meddelat att det inte var intresserat av att driva tidskriften vidare.
Lindholm redigerade antologin Alt menneskelig. En bok om Stig Sæterbakken, utgiven 2016. Denna består av texter om författaren Stig Sæterbakken, skrivna av bland andra Karl Ove Knausgård, Jan Arnald, Carl-Michael Edenborg, Susanne Christensen, Tore Engelsen Espedal, Joni Hyvönen och Henning Hagerup.